# 1 kwietnia
1 kwietnia jest 91. (w latach przestępnych 92.) dniem w kalendarzu gregoriańskim. Do końca roku pozostaje 274 dni.

## Święta
- Imieniny obchodzą: Celzjusz, Chionia, Florentyn, Grażyna, Hugo, Hugon, Irena, Jakubina, Katarzyna, Makary, Meliton, Miłość, Teodora, Tomasz, Tomisław, Wenancjusz, Wenanty i Zbigniew.
- Cypr – Dzień Narodowej Organizacji Cypryjskich Bojowników (EOKA)
- Iran – Święto Republiki Islamskiej
- Międzynarodowe:
  - Międzynarodowy Dzień Ptaków – ustanowiony w 1906 podczas ratyfikacji Konwencji paryskiej o ochronie ptaków pożytecznych dla rolnictwa z 19 marca 1902 (o ochronie szerzej mówi Dyrektywa Ptasia Unii Europejskiej z 2 kwietnia 1979)[1][2]
  - Prima aprilis
- Polska – rozpoczyna się akcja ogólnokrajowa Tydzień Czystości Wód (od 1 do 7 kwietnia)[2][3]
- San Marino – Inwestytura nowego Regenta
- Wspomnienia i święta w Kościele katolickim obchodzi[4][5]:
  - św. Hugon z Grenoble (biskup)
  - bł. Józef Girotti (prezbiter i męczennik)
  - św. Ludwik Pavoni (prezbiter)
  - św. Meliton z Sardes (biskup)
  - bł. Tomasz z Tolentino (prezbiter i męczennik)[6]
  - św. Walaryk (pustelnik)

## Wydarzenia w Polsce
- 1241 – I najazd mongolski na Polskę: po połączeniu sił tatarskich pod Krakowem Batu-chan ruszył na Śląsk.
- 1284 – Braniewo uzyskało prawa miejskie.
- 1557 – W ramach reformy rolnej na obszarze Wielkiego Księstwa Litewskiego król Zygmunt II August wprowadził ustawę zwaną Sprawa Włoczna, na podstawie której Piotr Chwalczewski dokonał, pod nadzorem Mikołaja Czarnego Radziwiłła i Ostafiego Bohdanowicza Wołłowicza, przy pomocy mierników i rewizorów stosownych podziałów nieruchomości na kolejnych należących do króla terenach.
- 1579 – Król Stefan Batory założył Uniwersytet Wileński.
- 1656 – Król Jan II Kazimierz Waza złożył w katedrze lwowskiej śluby, obierając Matkę Bożą za patronkę i Królową Polski oraz zapowiedział walkę z najazdem szwedzkim aż do zwycięstwa.
- 1657 – Potop szwedzki: sprzymierzone ze Szwedami wojska siedmiogrodzkie księcia Jerzego II Rakoczego ograbiły i spaliły Chęciny.
- 1780 – Założono lożę wolnomularską Świątynia Izis na wschodzie Warszawy.
- 1784 – W Krakowie z inicjatywy Jana Śniadeckiego i Jana Jaśkiewicza wypuszczono balon na ogrzane powietrze w kształcie połączonych podstawami piramid, który wzniósł się na wysokość ok. 4700 m i utrzymywał się w powietrzu przez 33 min.
- 1848 – Komitet Narodowy Polski w Poznaniu zniósł część obowiązków chłopskich wobec dworów.
- 1886 – We Wrocławiu odkryto tzw. skarb zakrzowski. W piaskowni we wrocławskiej dzielnicy Zakrzów w trakcie wydobywania piasku natrafiono na komorę grobową pochodzącą z IV wieku, w której obok zwłok kobiety i mężczyzny znalezione zostały przedmioty pochodzące z Cesarstwa Rzymskiego.
- 1897 – We Wrocławiu założono niemiecki klub piłkarski SV Blitz Breslau.
- 1898 – Uruchomiono pierwszą na dzisiejszych ziemiach polskich kolej elektryczną na trasie Wąbrzeźno-Wąbrzeźno Miasto.
- 1900 – Miejscowości Łazarz, Wilda i Jeżyce zostały przyłączone do Poznania.
- 1919:
  - Powołano Główny Urząd Miar.
  - W poznańskim Ogrodzie Botanicznym (dziś Park Wilsona) otwarto palmiarnię.
  - Założono I Liceum Ogólnokształcące im. Karola Marcinkowskiego w Poznaniu.
- 1924 – Założono klub sportowy Astoria Bydgoszcz.
- 1935 – Założono Małą Orkiestrę Polskiego Radia.
- 1941 – W Palmirach Niemcy rozstrzelali 20 osób przywiezionych z Łowicza.
- 1942 – Niemcy utworzyli getto żydowskie we wsi Łachwa (obecnie Białoruś).
- 1944:
  - Armia Krajowa zlikwidowała Heinricha Krafta, szefa siedleckiego Kripo.
  - We wsi Poturzyn koło Tomaszowa Lubelskiego żołnierze z ukraińskiej 14. Dywizji Grenadierów SS wraz z pododdziałem UPA dokonali mordu na 162 Polakach.
- 1945:
  - Armia Czerwona zdobyła Głogów.
  - PLL LOT wznowiły rejsy na liniach krajowych.
  - Stalowa Wola uzyskała prawa miejskie.
- 1947 – W zasadzce UPA koło Łubnego w Bieszczadach zginęło 29 żołnierzy WOP.
- 1949 – Założono galerię sztuki Centralne Biuro Wystaw Artystycznych w Warszawie.
- 1950 – Utworzono Świętokrzyski Park Narodowy.
- 1956 – Ukazało się pierwsze wydanie „Gazety Częstochowskiej”.
- 1962 – Oficjalnie rozpoczął nadawanie Program III Polskiego Radia.
- 1969 – Założono zespół muzyczny Klan.
- 1970 – Rozpoczęto budowę Elektrowni Dolna Odra koło Gryfina.
- 1981:
  - Rozpoczął działalność ośrodek TVP Rzeszów.
  - Wprowadzono reglamentację mięsa i jego przetworów.
- 1984 – Premiera filmu Był jazz w reżyserii Feliksa Falka. Z powodu wprowadzenia stanu wojennego premiera filmu została opóźniona o 3 lata.
- 1989 – W Gdańsku reaktywowano Białoruskie Zrzeszenie Studentów.
- 1993 – Powstała Jastrzębska Spółka Węglowa.
- 1996 – Ukazało się pierwsze wydanie czasopisma dla graczy gier komputerowych „CD-Action”.
- 1997 – W warszawskiej FSO rozpoczęto produkcję modelu Polonez Atu.
- 2000 – Wystartowała telewizja TV4.
- 2001 – Polska stała się stroną Konwencji ramowej o ochronie mniejszości narodowych.
- 2002 – Utworzona zostaje Generalna Dyrekcja Dróg Krajowych i Autostrad.
- 2007 – Kazimierz Nycz objął urząd arcybiskupa metropolity warszawskiego.
- 2008 – Sejm RP przyjął ustawę o ratyfikacji Traktatu lizbońskiego.
- 2009 – W rozegranym w Kielcach meczu eliminacyjnym do Mistrzostw Świata reprezentacja Polski odniosła najwyższe zwycięstwo w swej historii, pokonując San Marino 10:0.
- 2016:
  - Wystartował program państwowy Rodzina 500 plus.
  - Zainaugurował działalność Teatr Miejski w Lesznie.

## Wydarzenia na świecie

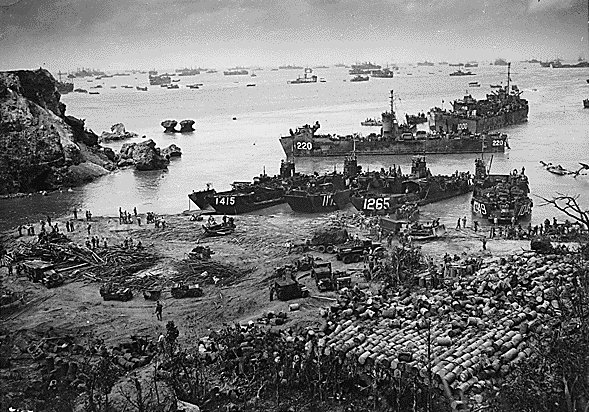
Amerykanie wysadzają desant na Okinawie (1945)

- 286 – Cesarz Dioklecjan uznał swego towarzysza broni Maksymiana augustem i przekazał mu władzę nad zachodnią częścią Cesarstwa Rzymskiego.
- 457 – Majorian został obwołany przez wojsko cesarzem zachodniorzymskim.
- 527 – Cesarz bizantyński Justyn I ogłosił współcesarzem swego siostrzeńca Justyniana I Wielkiego.
- 1318 – Wojska szkockie pod wodzą króla Roberta I Bruce’a odbiły z rąk angielskich miasto Berwick.
- 1328 – Filip VI Walezjusz został królem Francji.
- 1340 – Zginął w zamachu władający Danią hrabia holsztyński Gerhard III, co zakończyło trwające od 8 lat bezkrólewie. Na tron wstąpił Waldemar IV Atterdag.
- 1488 – Florencki malarz Domenico Ghirlandaio przyjął na staż w swej pracowni 13-letniego Michała Anioła.
- 1545 – Założono miasto Potosí w Boliwii.
- 1572 – Gezowie morscy zdobyli twierdzę Brielle u ujścia Mozy. Wydarzenie to jest uznawane za początek wojny wyzwoleńczej Niderlandów przeciwko Hiszpanom.
- 1605 – Alessandro Ottaviano de’ Medici został wybrany na papieża i przybrał imię Leon XI.
- 1683 – Cesarz rzymski Leopold I Habsburg zawarł z królem Janem III Sobieskim przymierze skierowane przeciwko Imperium Osmańskiemu (umowę antydatowano na 31 marca aby nie widniała na niej data prima aprilis).
- 1764:
  - Miało miejsce obrączkowe zaćmienie Słońca, widoczne nad Atlantykiem, Półwyspem Iberyjskim, Wielką Brytanią, Półwyspem Skandynawskim i Arktyką.
  - Urodził się angielski ogier-reproduktor Eclipse, będący przodkiem 80% obecnie żyjących koni wyścigowych.
- 1767 – Król Hiszpanii Karol III wydał dekret nakazujący jezuitom opuszczenie kraju.
- 1793 – W wyniku erupcji wulkanu Unzen na japońskiej wyspie Kiusiu zginęło od 15 do 53 tys. osób.
- 1795 – Rewolucja francuska: w Paryżu wojsko rozpędziło demonstrację przeciwko głodowi, nowobogackim i za przywróceniem cen maksymalnych.
- 1829 – Vicente Guerrero został prezydentem Meksyku.
- 1843 – Oddano do użytku dworzec kolejowy w niemieckim Karlsruhe.
- 1849 – Wiosna Ludów: Austriacy zdławili powstanie w Brescii.
- 1866 – Została założona Akademia Rumuńska w Bukareszcie.
- 1867 – Singapur został kolonią brytyjską.
- 1873 – 547 osób zginęło w wyniku zatonięcia brytyjskiego parowca „Atlantic” u wybrzeży Nowej Szkocji.
- 1878 – Została rozwiązana unia realna prowincji Prusy, którą podzielono na Prusy Zachodnie ze stolicą w Gdańsku i Prusy Wschodnie ze stolicą w Królewcu (powrócono do sytuacji sprzed 1824 roku).
- 1888 – Założono holenderski klub piłkarski Sparta Rotterdam.
- 1897 – Japońskie Nagano otrzymało prawa miejskie.
- 1899 – Na ulice Ołomuńca wyjechały pierwsze tramwaje elektryczne.
- 1901 – Na ulice Ostrawy wyjechały pierwsze tramwaje elektryczne.
- 1913 – Utworzono Rumuńskie Siły Powietrzne.
- 1916 – W Bułgarii wprowadzono kalendarz gregoriański.
- 1918 – W Wielkiej Brytanii utworzono Royal Air Force.
- 1919 – Éamon de Valera został po raz pierwszy premierem Irlandii.
- 1924:
  - Adolf Hitler został skazany na 5 lat pozbawienia wolności za próbę zamachu stanu.
  - Rodezja Północna (dzisiejsza Zambia) została brytyjskim protektoratem.
- 1925 – Założono Uniwersytet Hebrajski w Jerozolimie.
- 1928 – Założono holenderskie przedsiębiorstwo motoryzacyjne DAF Trucks.
- 1930 – Premiera niemieckiego filmu Błękitny anioł w reżyserii Josefa von Sternberga z Marleną Dietrich w roli głównej.
- 1931 – Rozpoczęło działalność powołane przez Ligę Narodów Międzynarodowe Nansenowskie Biuro do spraw Uchodźców.
- 1933 – Niemieccy naziści ogłosili jednodniowy bojkot gospodarczy Żydów.
- 1934:
  - Papież Pius XI kanonizował Jana Bosko.
  - W Grapevine w Teksasie Bonnie i Clyde zastrzelili dwóch policjantów.
- 1936 – Utworzono stan Orisa we wschodnich Indiach.
- 1937 – Aden został kolonią brytyjską.
- 1939:
  - Gen. Francisco Franco ogłosił zwycięstwo w hiszpańskiej wojnie domowej.
  - Zwodowano niemiecki pancernik „Tirpitz”.
- 1940 – Peter Fraser został premierem Nowej Zelandii.
- 1941:
  - Kampania wschodnioafrykańska: zwycięstwem wojsk alianckich nad włoskimi zakończyła się bitwa pod Keren (5 lutego-1kwietnia).
  - W wojskowym zamachu stanu został obalony probrytyjski regent Iraku Abd al-Ilah.
- 1942:
  - Kampania śródziemnomorska: włoski krążownik lekki „Giovanni delle Bande Nere”(inne języki) został zatopiony koło wyspy Stromboli przez brytyjski okręt podwodny HMS „Urge”, w wyniku czego zginęło 381 członków załogi; u wybrzeży Malty niemieckie bombowce zatopiły brytyjskie okręty podwodne HMS „P36” i HMS „Pandora”.
  - W Meksyku zmniejszono z 3 do 2 liczbę stref czasowych.
  - Wojna na Pacyfiku: zwycięstwem wojsk japońskich zakończyła się bitwa o Borneo.
  - W Waszyngtonie odbyło się pierwsze posiedzenie Rady Wojennej Pacyfiku.
- 1943 – W 138. Dywizjonie Specjalnego Przeznaczenia RAF sformowano polską Eskadrę C, przeznaczoną do transportu osób i wyposażenia wojskowego dla ruchu oporu w krajach okupowanych, w tym w Polsce.
- 1944:
  - W Ascq w północno-wschodniej Francji żołnierze Waffen-SS dokonali masakry 86 mężczyzn.
  - W wyniku omyłkowego zbombardowania szwajcarskiego miasta Szafuza przez amerykańskie samoloty zginęło 40 osób, a ponad 100 było rannych.
- 1945:
  - Wojna na Pacyfiku: rozpoczęła się inwazja wojsk amerykańskich na Okinawę; w Cieśninie Tajwańskiej amerykański okręt podwodny USS „Queenfish” storpedował i zatopił japoński okręt szpitalny „Awa Maru”, w wyniku czego zginęło ok. 2 tys. osób.
- 1946:
  - Po trzęsieniu ziemi na Aleutach fale tsunami zabiły 159 osób w mieście Hilo na wyspie Hawaiʻi w archipelagu Hawajów.
  - Utworzono Związek Malajski.
- 1947:
  - Paweł I został królem Grecji.
  - W austriackim Gmünd zostało założone niemieckie przedsiębiorstwo motoryzacyjne Porsche.
- 1948:
  - Dania przyznała szeroką autonomię Wyspom Owczym.
  - W Kenii utworzono Park Narodowy Tsavo.
  - W Wielkiej Brytanii weszła w życie ustawa o nacjonalizacji przemysłu energetycznego.
  - ZSRR wprowadził przymusową kontrolę transportów kierowanych do Berlina Zachodniego.
- 1951:
  - Przeprowadzono deportację na Syberię 9973 radzieckich Świadków Jehowy i ich dzieci (operacja „Północ”).
  - Utworzono izraelską agencję wywiadowczą Mosad.
- 1954 – Powstała Akademia Sił Powietrznych Stanów Zjednoczonych.
- 1955 – Rozpoczęła działalność Narodowa Organizacja Cypryjskich Bojowników (EOKA) – nacjonalistyczna organizacja narodowowyzwoleńcza Greków cypryjskich, walcząca z władzą brytyjską na Cyprze oraz o jego wcielenie do Grecji (enosis).
- 1957:
  - Pożar zniszczył filipińskie miasto Catbalogan na wyspie Samar.
  - W czeskich miastach Most i Litvínov została uruchomiona pierwsza normalnotorowa linia tramwajowa. W ciągu czterech lat tramwaje normalnotorowe zastąpiły wąskotorowe.
- 1959:
  - Powstała Czechosłowacka Żegluga Morska.
  - Przyjęto flagę Mauretanii.
- 1964 – W wojskowym zamachu stanu w Brazylii został obalony prezydent João Goulart (31 marca-1 kwietnia).
- 1969:
  - Rozpoczęły działalność linie lotnicze Air Jamaica.
  - W Pekinie rozpoczął się IX zjazd KPCh.
- 1970:
  - Lecący z Nowosybirska do Bracka, należący do Aerofłotu An-24 rozbił się po zderzeniu z radiosondą, w wyniku czego zginęło wszystkich 45 osób na pokładzie.
  - Premiera amerykańskiego samochodu osobowego AMC Gremlin.
  - W Danii przeprowadzona została reforma administracyjna.
  - W katastrofie należącego do Royal Air Maroc samolotu Sud Aviation Caravelle w Casablance zginęło 61 spośród 82 osób na pokładzie.
- 1972:
  - W Nigerii zniesiono ruch lewostronny.
  - Z powodu strajku zawodników po raz pierwszy w historii odwołano wszystkie mecze baseballowych National League i American League.
- 1973 – W Wielkiej Brytanii wprowadzono podatek VAT.
- 1975:
  - W japońskiej telewizji wyemitowano premierowy odcinek serialu animowanego Pszczółka Maja.
  - Wojna domowa w Kambodży: w obliczu pewnego zwycięstwa Czerwonych Khmerów prezydent Republiki Khmerów gen. Lon Nol ustąpił ze stanowiska i udał się na emigrację do USA.
  - W ramach obchodów 200-lecia USA z Wilmington w stanie Delaware w podróż po kraju wyruszył specjalny „Pociąg Wolności”.
- 1976:
  - Radio BBC w ramach żartu na prima aprilis poinformowało o mającym tego dnia wystąpić jowiszowo-plutonowym efekcie grawitacyjnym redukującym ziemskie ciążenie. W telefonach do stacji wystąpienie tego zjawiska potwierdziły setki słuchaczy.
  - Założono przedsiębiorstwo komputerowe Apple Inc.
- 1977 – W Hiszpanii rozwiązano Ruch Narodowy Falanga.
- 1978 – Premiera francuskiego serialu animowanego Był sobie człowiek w reżyserii Alberta Barillé.
- 1979 – Proklamowano Islamską Republikę Iranu.
- 1980 – Powstanie islamistów w Syrii: wojska rządowe rozpoczęły oblężenie Aleppo.
- 1982 – Zdzisław Najder został dyrektorem rozgłośni polskiej Radia Wolna Europa.
- 1986 – Zmieniono środek ciężkości w oszczepie i rozpoczęto od nowa mierzenie rekordów świata.
- 1990 – Urzędujący prezydent Zimbabwe Robert Mugabe został wybrany na drugą kadencję.
- 1994 – Weszło w życie trójstronne porozumienie handlowe krajów bałtyckich.
- 1998 – Sąd oddalił pozew Pauli Jones o molestowanie seksualne przeciwko prezydentowi USA Billowi Clintonowi, do którego miało dojść w 1991 roku, gdy Clinton był gubernatorem stanu Arkansas.
- 1999 – W Kanadzie utworzono terytorium Nunavut, zamieszkane w większości przez Inuitów.
- 2001:
  - Amerykański samolot szpiegowski EP-3 po kolizji z chińskim myśliwcem został zmuszony do awaryjnego lądowania na terytorium Chin. 24-osobową załogę zwolniono po 12 dniach.
  - Były prezydent Jugosławii Slobodan Milošević został aresztowany w swym domu w Belgradzie pod zarzutem nadużycia władzy.
  - W Holandii zalegalizowano małżeństwa osób tej samej płci.
- 2002:
  - Białoruska Państwowa Akademia Politechniczna została przekształcona w Białoruski Narodowy Uniwersytet Techniczny.
  - Na Słowacji utworzono Park Narodowy Wielka Fatra.
  - W Holandii zalegalizowano eutanazję.
- 2008 – Seretse Ian Khama został prezydentem Botswany.
- 2009:
  - 16 osób zginęło w katastrofie śmigłowca na Morzu Północnym, 35 mil od szkockiego miasta Aberdeen.
  - Albania i Chorwacja przystąpiły do NATO.
- 2011 – W wyniku ataku na biuro ONZ w afgańskim Mazar-i Szarif zginęło 4 gurkhijskich strażników i 3 zagranicznych pracowników Misji Wsparcia Narodów Zjednoczonych w Afganistanie (UNAMA). Do zamachu doszło w trakcie demonstracji przeciwko spaleniu Koranu przez amerykańskiego pastora.
- 2012 – Weszła w życie Europejska Inicjatywa Obywatelska.
- 2013 – Abdoulkader Kamil Mohamed został premierem Dżibuti.
- 2017 – 332 osoby zginęły, a ok. 400 zostało rannych w wyniku nocnego zejścia lawiny błotnej na miasto Mocoa w południowo-zachodniej Kolumbii.
- 2018 – Carlos Alvarado Quesada wygrał wybory prezydenckie w Kostaryce.
- 2021 – Eduard Heger został premierem Słowacji.
- 2024:
  - Siły Obronne Izraela zaatakowały wyraźnie oznaczony konwój humanitarny składający się z trzech pojazdów należący do organizacji humanitarnej World Central Kitchen, oraz jadący po trasie zatwierdzonej przez wojsko Izraela. W kierunku konwoju zostało wystrzelone trzy pociski z drona. W wyniku zginęło 7 wolontariuszy, w tym obywatele Australii, Kanady, USA, Irlandii, Palestyny oraz Polski.
  - W izraelskim ataku na irański budynek konsularny na terenie kompleksu ambasady w Damaszku zginęli m.in. irańscy doradcy wojskowi, członkowie Sił Ghods (Korpusu Al-Kuds), w tym Mohammad Reza Zahedi kierujący Siłami Ghods w Syrii, Libanie i Palestynie.

## Eksploracja kosmosui zdarzenia astronomiczne
- 1960 – Wystrzelono pierwszego w historii satelitę meteorologicznego TIROS 1.
- 1997 – Kometa Hale’a-Boppa przeszła przez peryhelium.

## Urodzili się
- 1220 – Go-Saga, cesarz Japonii (zm. 1272)
- 1282 – Ludwik IV, książę Bawarii, król Niemiec i Włoch, cesarz rzymski (zm. 1347)
- 1578 – William Harvey, angielski anatom, fizjolog (zm. 1657)
- 1594 – Tomasz Zamoyski, kanclerz wielki koronny, wojewoda kijowski, wojewoda podolski (zm. 1638)
- 1613 – Charles de Saint-Evremond, francuski pisarz, filozof, moralista (zm. 1703)
- 1629 – (data chrztu) Jean-Henri d’Anglebert, francuski kompozytor, klawesynista (zm. 1691)
- 1630 – Jacob Boreel, holenderski polityk, przedsiębiorca, dyplomata (zm. 1697)
- 1640:
  - Georg Mohr, duński matematyk (zm. 1697)
  - Zygmunt Kazimierz Waza, polski królewicz (zm. 1647)
- 1647 – John Wilmot, angielski arystokrata, poeta, awanturnik (zm. 1680)
- 1684 – Gabriel Zabłudowski, polski męczennik i święty prawosławny (zm. 1690)
- 1694 – Marcin Zygmunt Zieleński, polski duchowny luterański, pisarz religijny (zm. 1741)
- 1697 – Antoine Prévost, francuski pisarz (zm. 1763)
- 1704 – Amelia von Wallmoden, niemiecka arystokratka (zm. 1765)
- 1730:
  - Salomon Gessner, szwajcarski poeta (zm. 1788)
  - Adam Łabęcki, polski jezuita, tłumacz, poeta (zm. 1818)
- 1732 – (lub 31 marca) Joseph Haydn, austriacki kompozytor (zm. 1809)
- 1742 – Bon-Joseph Dacier, francuski filolog, literat, erudyta (zm. 1833)
- 1743 – William Hindman, amerykański prawnik, polityk, senator (zm. 1822)
- 1750 – Hugo Kołłątaj, polski polityk, pisarz polityczny, publicysta oświeceniowy, prezbiter katolicki, kanonik, satyryk, poeta, geograf, historyk (zm. 1812)
- 1753 – Joseph de Maistre, francuski filozof polityczny (zm. 1821)
- 1755 – Anthelme Brillat-Savarin, francuski pisarz (zm. 1826)
- 1757 – Gustaf Mauritz Armfelt, fińsko-szwedzki polityk, wojskowy, dyplomata (zm. 1814)
- 1767 – William Eliot, brytyjski arystokrata, dyplomata, polityk (zm. 1845)
- 1774:
  - Gustav von Rauch, pruski generał piechoty, polityk (zm. 1841)
  - Gottfried Daniel Krummacher, pruski teolog kalwiński (zm. 1837)
- 1776:
  - Sophie Germain, francuska matematyk (zm. 1831)
  - Louis Didier Jousselin, francuski inżynier kolejnictwa, polityk (zm. 1858)
- 1788 – Małgorzata Occhiena, włoska Służebnica Boża (zm. 1856)
- 1791 – Franciszek Sapalski, polski matematyk (zm. 1838)
- 1795 – Carl Anton von Meyer, rosyjski botanik pochodzenia niemieckiego (zm. 1855)
- 1801 – Henry Perigal, brytyjski makler, matematyk amator (zm. 1898)
- 1806 – Franz Eybl, austriacki malarz, litograf (zm. 1880)
- 1809 – (lub 31 marca) Nikołaj Gogol, rosyjski pisarz (zm. 1852)
- 1815 – Otto von Bismarck, niemiecki polityk, premier Prus i kanclerz Niemiec (zm. 1898)
- 1824 – Ludwik Zefiryn Moreau, kanadyjski biskup katolicki, błogosławiony (zm. 1901)
- 1825 – Augusta Ferdynanda, arcyksiężniczka austriacka, księżniczka toskańska, księżna bawarska (zm. 1864)
- 1831:
  - Albert Anker, szwajcarski malarz, grafik (zm. 1910)
  - Józef Watzka, polski duchowny katolicki, entomolog amator (zm. 1909)
- 1835 – John H. Graham, amerykański polityk (zm. 1895)
- 1836 – Emanuel Domingo y Sol, hiszpański duchowny katolicki, błogosławiony (zm. 1909)
- 1837 – Jorge Isaacs, kolumbijski pisarz (zm. 1895)
- 1841:
  - Franciszek Leszczyński, polski oficer, uczestnik powstania styczniowego, zesłaniec, kupiec (zm. 1904)
  - Hugo von Radolin, niemiecki arystokrata, dyplomata (zm. 1917)
- 1847 – Paweł Denn, francuski jezuita, misjonarz, męczennik, święty (zm. 1900)
- 1848 – (lub 1849) Józef Stanisław Retinger, polski adwokat (zm. 1897)
- 1850 – Bernardo Agusto Thiel Hoffman, niemiecki duchowny katolicki, biskup San José de Costa Rica (zm. 1901)
- 1851 – Bernard III, ostatni książę Saksonii-Meiningen i Hildburghausen (zm. 1928)
- 1852 – Edwin Austin Abbey, amerykański malarz, grafik, ilustrator (zm. 1911)
- 1854 – Teodor Dunin, polski lekarz internista, badacz naukowy, działacz społeczny (zm. 1909)
- 1858:
  - Kolumba Marmion, irlandzki benedyktyn, błogosławiony (zm. 1923)
  - Gaetano Mosca, włoski prawnik, socjolog, politolog, historyk (zm. 1941)
- 1859 – Mansfield Smith-Cumming, brytyjski kontradmirał, funkcjonariusz służb specjalnych (zm. 1923)
- 1861:
  - Gustaf Adolf Boltenstern, szwedzki jeździec sportowy (zm. 1935)
  - Charles Henry Burke, amerykański polityk (zm. 1944)
  - Kazimierz Oppeln-Bronikowski, polski polonista, germanista, pedagog, tłumacz (zm. 1909)
- 1862:
  - Carl Charlier, szwedzki astronom, wykładowca akademicki (zm. 1934)
  - Anton Mitow, bułgarski malarz, pedagog (zm. 1930)
- 1863 – Józef Burhardt, polski generał brygady (zm. 1938)
- 1865 – Richard Zsigmondy, austriacki chemik, laureat Nagrody Nobla (zm. 1929)
- 1866 – Ferruccio Busoni, włoski pianista, kompozytor, dyrygent, pedagog (zm. 1924)
- 1868 – Edmond Rostand, francuski dramatopisarz (zm. 1918)
- 1869:
  - Peter Egge, norweski pisarz (zm. 1959)
  - Amalia Wasserberger, polska działaczka społeczna, filantropka (zm. 1936)
- 1871 – Karol Rolle, polski polityk, prezydent Krakowa (zm. 1954)
- 1872 – Tadeusz Joteyko, polski kompozytor, dyrygent, pedagog (zm. 1932)
- 1873 – Siergiej Rachmaninow, rosyjski kompozytor, pianista, dyrygent (zm. 1943)
- 1875 – Edgar Wallace, brytyjski pisarz (zm. 1932)
- 1877 – Wasil Zacharka, białoruski wojskowy, polityk, prezydent Białoruskiej Rady Ludowej na emigracji (zm. 1943)
- 1878:
  - Henryk Gąsiorowski, polski fotografik, krajoznawca (zm. 1947)
  - Ernest Mamboury, szwajcarski historyk sztuki, bizantynolog, wykładowca akademicki (zm. 1953)
  - Carl Sternheim, niemiecki pisarz (zm. 1942)
- 1880 – Józef Wolczyński, polski działacz spółdzielczy i samorządowy (zm. 1954)
- 1881:
  - Stanisław Cyganiewicz, polski zapaśnik, promotor sportowy (zm. 1967)
  - Octavian Goga, rumuński poeta, dramaturg, dziennikarz, polityk nacjonalistyczny, premier Rumunii (zm. 1938)
- 1884:
  - Jules Miquel, francuski kolarz torowy (zm. 1966)
  - George Allison Wilson, amerykański polityk, senator (zm. 1953)
- 1885 – Wallace Beery, amerykański aktor, reżyser filmowy (zm. 1949)
- 1886:
  - John Herbert Bowes-Lyon, brytyjski arystokrata, wojskowy (zm. 1930)
  - Kazimierz Tołłoczko, polski architekt (zm. 1960)
- 1887:
  - Leonard Bloomfield, amerykański językoznawca, wykładowca akademicki pochodzenia żydowskiego (zm. 1949)
  - Walther Pauer, niemiecki fizyk, wykładowca akademicki (zm. 1971)
  - Rudolf Wirski, polski wojskowy narodowości czeskiej (zm. ?)
- 1890 – Iwo Gall, polski reżyser teatralny, scenograf, pedagog (zm. 1959)
- 1891 – Augustyn Thevarparampil, indyjski duchowny katolicki, błogosławiony (zm. 1973)
- 1892:
  - Władysław Godik, polski piosenkarz, aktor, reżyser pochodzenia żydowskiego (zm. 1952)
  - Gustaw Paszkiewicz, polski generał dywizji (zm. 1955)
- 1894 – Paul-Pierre Méouchi, libański duchowny Kościoła maronickiego, patriarcha Antiochii, kardynał (zm. 1975)
- 1896:
  - Pola Gojawiczyńska, polska pisarka, działaczka niepodległościowa (zm. 1963)
  - Kazimierz Gomulicki, polski major piechoty, działacz niepodległościowy (zm. 1938)
- 1898 – William James Sidis, amerykański matematyk, kosmolog, socjolog, antropolog, językoznawca, jurysta, wykładowca akademicki pochodzenia żydowskiego (zm. 1944)
- 1899 – Ruben Simonow, rosyjski aktor (zm. 1968)
- 1900:
  - Albert Ayguesparse, belgijski pisarz, krytyk literacki (zm. 1996)
  - Stefanie Clausen, duńska skoczkini do wody (zm. 1981)
  - Wincenty Granat, polski duchowny katolicki, teolog, filozof (zm. 1979)
- 1901:
  - William Anderson, brytyjski hokeista (zm. 1983)
  - Mstisław Paszczenko, rosyjski twórca filmów animowanych (zm. 1958)
  - Henryk Sztompka, polski pianista (zm. 1964)
  - Whittaker Chambers, amerykański pisarz (zm. 1961)
  - Sergiusz Piasecki, polski pisarz, publicysta polityczny, oficer wywiadu, żołnierz AK (zm. 1964)
- 1902:
  - Józef Mackiewicz, polski pisarz, publicysta (zm. 1985)
  - Maria Poliduri, grecka poetka (zm. 1930)
- 1903:
  - Diana Blumenfeld, polska aktorka, piosenkarka pochodzenia żydowskiego (zm. 1961)
  - Elżbieta Dziewońska, polska aktorka, reżyser, publicystka, działaczka polonijna (zm. 1977)
- 1904:
  - Sylvia Ashley, brytyjska modelka, aktorka (zm. 1977)
  - Nikołaj Bierzarin, radziecki generał pułkownik (zm. 1945)
  - Holger Löwenadler, szwedzki aktor (zm. 1977)
- 1905:
  - Jan Depak, polski działacz komunistyczny, przewodniczący Prezydium MRN w Gdyni (zm. 1970)
  - Gaston Eyskens, belgijski ekonomista, polityk, premier Belgii (zm. 1988)
  - Paul Hasluck, australijski polityk, dyplomata, minister obrony, minister spraw zagranicznych, gubernator generalny Australii (zm. 1993)
  - Eugenio Siena, włoski kierowca wyścigowy (zm. 1938)
  - Marija Smirnowa, rosyjska scenarzystka filmowa (zm. 1993)
  - Władysław Wincze, polski architekt wnętrz (zm. 1992)
  - Oleg Żakow, rosyjski aktor (zm. 1988)
- 1906:
  - Ned Glass, amerykański aktor pochodzenia żydowskiego (zm. 1984)
  - Aleksandr Jakowlew, rosyjski konstruktor lotniczy (zm. 1989)
  - Sigve Lie, norweski żeglarz sportowy (zm. 1958)
  - Penn Nouth, kambodżański polityk, premier Kambodży (zm. 1985)
  - Władysław Okiński, polski socjolog (zm. 1944)
- 1907:
  - Władysław Siwek, polski malarz, grafik, ilustrator (zm. 1983)
  - Vlasta Štáflová, czeska taterniczka, publicystka, pisarka (zm. 1945)
  - Shivakumara Swami, indyjski filantrop, przywódca duchowy i działacz humanitarny, superstulatek (zm. 2019)
- 1908:
  - Zofia Hoszowska-Kretowa, polska nauczycielka, harcmistrzyni (zm. 1983)[7]
  - Abraham Maslow, amerykański psycholog pochodzenia żydowskiego (zm. 1970)
  - Harlow Rothert, amerykański lekkoatleta, kulomiot (zm. 1997)
- 1909:
  - Janusz Teodor Dybowski, polski dramaturg, prozaik (zm. 1977)
  - Antoni Siudak, polski sierżant pilot (zm. 1940)
- 1910:
  - Siergiej Anochin, radziecki pilot, szybownik (zm. 1986)
  - Antoni Kuligowski, polski polityk, poseł na Sejm PRL, minister rolnictwa (zm. 1992)
  - Theodore Lidz, amerykański psychiatra pochodzenia żydowskiego (zm. 2001)
  - Robert Van Osdel, amerykański lekkoatleta, skoczek wzwyż (zm. 1987)
  - Harold Himmel Velde, amerykański polityk (zm. 1985)
- 1911:
  - Adam Kozłowiecki, polski duchowny katolicki, misjonarz, arcybiskup Lusaki, kardynał (zm. 2007)
  - Jerzy Ustupski, polski narciarz, wioślarz (zm. 2004)
- 1912:
  - Józef Bińczak, polski pisarz (zm. 1997)
  - Irena Sandecka, polska poetka, działaczka społeczna (zm. 2010)
- 1913:
  - Robert Hart, brytyjski ogrodnik (zm. 2000)
  - Chajjim Kohen-Meguri, izraelski polityk (zm. 2000)
  - Jan Karol Lesiak, polski piłkarz (zm. 1946)
- 1914 – Philip Yordan, amerykański aktor, scenarzysta i producent filmowy (zm. 2003)
- 1915:
  - Tibor Cseres, węgierski pisarz (zm. 1993)
  - Otto Wilhelm Fischer, austriacki aktor (zm. 2004)
  - Leicester Hemingway, amerykański pisarz (zm. 1982)
- 1916 – Jerzy Baumritter, polski neuropsycholog, działacz komunistyczny pochodzenia żydowskiego (zm. 1991)
- 1917:
  - Reidar Merli, norweski zapaśnik (zm. 2007)
  - Joseph Nelis, belgijski piłkarz (zm. 1994)
  - Sydney Newman, kanadyjski producent filmowy i telewizyjny (zm. 1997)
  - Melville Shavelson, amerykański reżyser, scenarzysta i producent filmowy i telewizyjny (zm. 2007)
- 1918:
  - Ján Kadár, słowacki reżyser filmowy pochodzenia węgierskiego (zm. 1979)
  - Leon Jan Łuka, polski archeolog, muzealnik (zm. 1983)
- 1919 – Joseph Murray, amerykański chirurg, laureat Nagrody Nobla (zm. 2012)
- 1920:
  - John LaPorta, amerykański klarnecista jazzowy, kompozytor (zm. 2004)
  - Toshirō Mifune, japoński aktor (zm. 1997)
- 1921:
  - Beau Jack, amerykański bokser (zm. 2000)
  - Axel Kamp, szwedzki curler, trener (zm. 2019)
  - Stanisław Widerszpil, polski socjolog, wykładowca akademicki (zm. 2022)
- 1923:
  - Bohdan Czeszko, polski pisarz, scenarzysta filmowy (zm. 1988)
  - Livio Maitan, włoski polityk, trockista (zm. 2004)
- 1924:
  - Günther Becker, niemiecki kompozytor, pedagog (zm. 2007)
  - Eugeniusz Dostojewski, polski generał brygady, działacz komunistyczny, urzędnik państwowy (zm. 2001)
  - Zbigniew Sołuba, polski dziennikarz, dyplomata (zm. 2000)
  - Marian Strzelecki, polski malarz, pedagog (zm. 1973)
  - Tadeusz Sumiński, polski fotografik, uczestnik powstania warszawskiego (zm. 2009)
- 1925:
  - Wojciech Jerzy Has, polski reżyser i scenarzysta filmowy (zm. 2000)
  - Józefa Hennelowa, polska dziennikarka, publicystka, polityk, poseł na Sejm RP (zm. 2020)
  - Antonio Spallino, włoski szermierz (zm. 2017)
- 1926:
  - Manuel Caballero, hiszpański artysta plastyk (zm. 2002)
  - Anne McCaffrey, amerykańska pisarka science fiction i fantasy (zm. 2011)
- 1927:
  - Walter Bahr, amerykański piłkarz (zm. 2018)
  - Otto Detlev Creutzfeldt, niemiecki neurolog (zm. 1992)
  - Jacques Mayol, francuski nurek (zm. 2001)
  - Ferenc Puskás, węgierski piłkarz, trener (zm. 2006)
- 1928:
  - George Grizzard, amerykański aktor (zm. 2007)
  - Jerzy Korzonek, polski ekonomista, polityk, poseł na Sejm PRL (zm. 2007)
  - Peter Maddocks, brytyjski rysownik, twórca seriali animowanych (zm. 2024)
  - Jerzy Pietrzak, polski fizyk, wykładowca akademicki (zm. 2011)
- 1929:
  - Michel Debatisse, francuski działacz organizacji rolniczych, polityk, eurodeputowany (zm. 1997)
  - Teodor Filipiak, polski prawnik, politolog, wykładowca akademicki  (zm. 2020)
  - Milan Kundera, czeski prozaik, eseista (zm. 2023)
  - Jane Powell, amerykańska aktorka (zm. 2021)
  - Iwan Stanczow, bułgarski dyplomata, polityk, minister spraw zagranicznych (zm. 2021)
  - Zofia Kułakowska, polska neuropediatra (zm. 2016)
- 1930:
  - Joseph Gossman, amerykański duchowny katolicki, biskup Raleigh (zm. 2013)
  - Betsy Jones-Moreland, amerykańska aktorka (zm. 2006)
  - Stanisław Tabaczyński, polski historyk, archeolog, wykładowca akademicki (zm. 2020)
  - Grace Lee Whitney, amerykańska aktorka (zm. 2015)
- 1931:
  - Ita Ever, estońska aktorka (zm. 2023)
  - Rolf Hochhuth, niemiecki prozaik, dramaturg (zm. 2020)
  - Jean-Jacques Honorat, haitański prawnik, agronom, działacz społeczny, polityk, minister spraw zagranicznych, premier Haiti (zm. 2023)
  - Ladislav Kačáni, słowacki piłkarz (zm. 2018)
  - Helena Pilejczyk, polska łyżwiarka szybka (zm. 2023)
  - Tad Taube, amerykański przedsiębiorca, filantrop
- 1932:
  - Tadeusz Hanusek, polski aktor, krytyk filmowy (zm. 2017)
  - Nuzhat Kacaw, izraelska politolog, działaczka społeczna, polityk (zm. 2022)
  - Izidoro Kosinski, brazylijski duchowny katolicki, biskup Três Lagoas pochodzenia polskiego (zm. 2017)
  - Debbie Reynolds, amerykańska aktorka, tancerka, piosenkarka (zm. 2016)
- 1933:
  - Claude Cohen-Tannoudji, francuski fizyk, wykładowca akademicki, laureat Nagrody Nobla
  - Feliks Przybylak, polski germanista, poeta, tłumacz (zm. 2010)
  - Robert Szawłakadze, gruziński lekkoatleta, skoczek wzwyż (zm. 2020)
- 1934:
  - Zygmunt Arndt, polski polityk, poseł na Sejm PRL (zm. 2020)
  - Norbert Gajda, polski piłkarz (zm. 1980)
  - Władimir Pozner, rosyjski dziennikarz i prezenter telewizyjny pochodzenia żydowskiego
  - Wiltrud Wessel, niemiecka działaczka społeczna (zm. 2024)
- 1935:
  - Carla Marchelli, włoska narciarka alpejska
  - Fernando del Paso, meksykański pisarz (zm. 2018)
  - Josef Topol, czeski prozaik, dramaturg, tłumacz (zm. 2015)
  - Liam Whelan, irlandzki piłkarz (zm. 1958)
- 1936:
  - Peter Collinson, brytyjski reżyser filmowy (zm. 1980)
  - Jean-Pascal Delamuraz, szwajcarski polityk, prezydent Szwajcarii (zm. 1998)
  - Ronald Jensen, amerykański matematyk
  - Abdul Qadeer Khan, pakistański inżynier, naukowiec, twórca pakistańskiego programu atomowego (zm. 2021)
  - Jerzy Łukowicz, polski pianista, kameralista, pedagog (zm. 1997)
  - Séamus Pattison, irlandzki polityk (zm. 2018)
  - Lothar Stäber, niemiecki kolarz torowy
  - Kōji Wakamatsu, japoński reżyser filmowy (zm. 2012)
- 1937:
  - Mohammad Hamid Ansari, indyjski naukowiec, dyplomata, polityk
  - Jurij Mielichow, rosyjski kolarz torowy (zm. 2000)
  - Sylvia Rafael, izraelska agentka wywiadu (zm. 2005)
  - Władimir Salkow, rosyjski piłkarz, trener (zm. 2020)
- 1938:
  - Jaime González, kolumbijski piłkarz
  - Ananda Krishnan, malezyjski przedsiębiorca, miliarder (zm. 2024)
  - Pierre Nguyễn Văn Nhơn, wietnamski duchowny katolicki, arcybiskup Hanoi, kardynał
- 1939:
  - Józef Grudzień, polski bokser (zm. 2017)
  - Ali MacGraw, amerykańska aktorka
  - Phil Niekro, amerykański baseballista (zm. 2020)
- 1940:
  - Serge Clair, maurytyjski polityk
  - Alexander Falconer, brytyjski polityk, eurodeputowany (zm. 2012)
  - Wangari Maathai, kenijska feministka, ekolog laureatka Pokojowej Nagrody Nobla (zm. 2011)
  - Eugeniusz Małafiej, polski mikrobiolog, wykładowca akademicki (zm. 2022)
  - Andrzej Werner, polski pływak, trener (zm. 2014)
- 1941:
  - Borhane Alaouié, libański reżyser filmowy (zm. 2021)
  - Czesław Kołodyński, polski lekkoatleta, długodystansowiec (zm. 2014)
  - Krystyna Stankiewicz, polska aktorka (zm. 2009)
- 1942:
  - Samuel R. Delany, amerykański pisarz science fiction, krytyk literacki
  - Martin Weitzman, amerykański ekonomista, wykładowca akademicki pochodzenia żydowskiego (zm. 2019)
- 1943:
  - Rob Baan, holenderski trener piłkarski
  - Primo Baran, włoski wioślarz
  - Mario Botta, szwajcarski architekt
  - Herman Lindqvist, szwedzki dziennikarz, polityk
  - Rikard Ljarja, albański aktor, reżyser i scenarzysta filmowy (zm. 2020)
- 1944:
  - Arturo Bastes, filipiński duchowny katolicki, biskup Sorsogon (zm. 2024)
  - Jerzy Nalichowski, polski inżynier, działacz opozycji antykomunistycznej, polityk, wojewoda jeleniogórski (zm. 2017)
  - Marcos Pereira Martins, brazylijski piłkarz
- 1945:
  - Ib Larsen, duński wioślarz
  - Bogumiła Mucha-Leszko, polska ekonomistka, wykładowczyni akademicka
  - Barbara Stettner-Stefańska, polska dziennikarka, publicystka, pisarka
- 1946:
  - Iván Faragó, węgierski szachista (zm. 2022)
  - Janusz Jurek, polski pedagog, polityk, poseł na Sejm RP
  - Nikitas Kaklamanis, grecki lekarz, polityk
  - Arrigo Sacchi, włoski piłkarz, trener
  - Manfred Stengl, austriacki saneczkarz, bobsleista (zm. 1992)
- 1947:
  - Beşir Atalay, turecki prawnik, socjolog, polityk
  - Alain Connes, francuski matematyk, wykładowca akademicki
  - Olga Doraczyńska, polska architekt, malarka (zm. 2012)
  - Guido Podestà, włoski polityk
  - Norm Van Lier, amerykański koszykarz (zm. 2009)
  - Witold Wojdyło, polski historyk, wykładowca akademicki
- 1948:
  - Kazimierz Biculewicz, polski poeta (zm. 2022)
  - Jimmy Cliff, jamajski muzyk reggae
  - Javier Irureta, hiszpański piłkarz, trener narodowości baskijskiej
  - Bogdan Jakubowski, polski bokser
  - Wojciech Jasiński, polski polityk, poseł na Sejm RP, minister skarbu państwa
  - Zbigniew Jeż, polski grafik
  - Saverio Marconi, włoski aktor, reżyser teatralny
  - Catherine Millet, francuska pisarka, krytyk sztuki
  - Stanisław Obertaniec, polski polityk, senator RP
  - Giorgio Rossi, włoski kolarz torowy
- 1949:
  - Edward Dąbrowa, polski historyk, wykładowca akademicki
  - Ali Gagarin, sudański piłkarz (zm. 2025)
  - Gian Paolo Gobbo, włoski samorządowiec, polityk
  - Nancy Morgan, amerykańska aktorka
  - Sammy Nelson, północnoirlandzki piłkarz
  - Gil Scott-Heron, amerykański poeta, muzyk (zm. 2011)
- 1950:
  - Samuel Alito, amerykański prawnik, sędzia Sądu Najwyższego pochodzenia włoskiego
  - Lothar Binding, niemiecki polityk
  - Ryszard Brylski, polski reżyser filmowy
  - Paolo Conti, włoski piłkarz, bramkarz
  - Bernd Wittenburg, niemiecki bokser
- 1951:
  - John Abizaid, amerykański generał pochodzenia arabskiego
  - Krystyna Broda, polska działaczka samorządowa, polityk (zm. 2008)
  - Witalij Dmytrenko, ukraiński piłkarz (zm. 2014)
  - Mustafa Moin, irański pediatra, polityk
  - Johanna Wanka, niemiecka matematyk, polityk
- 1952:
  - Angelika Bahmann, niemiecka kajakarka górska
  - Alfredo Lemus, wenezuelski bokser
  - Bogusław Mietniowski, polski gitarzysta basowy, aranżer, kompozytor, muzyk sesyjny
  - Annette O’Toole, amerykańska aktorka, producentka filmowa
  - Bernard Stiegler, francuski filozof, wykładowca akademicki (zm. 2020)
- 1953:
  - Pavol Biroš, słowacki piłkarz (zm. 2020)
  - Oliver Ivanović, kosowski polityk (zm. 2018)
  - Jerzy Różycki, polski piosenkarz, gitarzysta
  - Barry Sonnenfeld, amerykański reżyser, operator i producent filmowy
  - Alberto Zaccheroni, włoski trener piłkarski
- 1954:
  - Giancarlo Antognoni, włoski piłkarz
  - Dieter Müller, niemiecki piłkarz
  - Jeff Porcaro, amerykański perkusista, członek zespołu Toto (zm. 1992)
- 1955:
  - Matthias Behr, niemiecki florecista
  - Mircea Dușa, rumuński ekonomista, samorządowiec, polityk, minister administracji i spraw wewnętrznych, minister obrony narodowej (zm. 2022)
  - Ryszard Kniat, polski muzyk, wokalista, kompozytor, producent muzyczny, członek zespołu Klincz
  - Wojciech Pęgiel, polski historyk, polityk, poseł na Sejm RP (zm. 2005)
  - Roberto Pruzzo, włoski piłkarz, trener
- 1956:
  - Lech Jankowski, polski kompozytor, malarz
  - Dimas Lara Barbosa, brazylijski duchowny katolicki, arcybiskup Campo Grande
  - Wołodymyr Ohryzko, ukraiński dyplomata, polityk
- 1957:
  - Krzysztof Majkowski, polski polityk, senator RP
  - Christopher Ossai, nigeryjski bokser
- 1958:
  - D. Boon, amerykański gitarzysta, wokalista, członek zespołów Minutemen i The Reactionaries (zm. 1985)
  - Toni Innauer, austriacki skoczek narciarski
  - Hiromi Kawakami, japońska pisarka, eseistka
  - Danuta Olejniczak, polska działaczka samorządowa, polityk, poseł na Sejm RP
  - Serhij Marusin, ukraiński piłkarz, trener
  - Tita, brazylijski piłkarz, trener
- 1959:
  - Anna Augustynowicz, polska reżyserka teatralna
  - Helmuth Duckadam, rumuński piłkarz, bramkarz, działacz piłkarski pochodzenia niemieckiego (zm. 2024)
  - Vaqif Sadıqov, azerski piłkarz, trener
- 1960:
  - Víctor Manuel Aguado, meksykański piłkarz, bramkarz, trener
  - Frieda Hughes, brytyjska poetka, malarka
  - Marina Koszewoj, rosyjska pływaczka
  - Frank Leistra, holenderski hokeista na trawie, bramkarz
  - Michael Praed, brytyjski aktor
  - Fatmir Xhindi, albański polityk (zm. 2009)
- 1961:
  - Susan Boyle, brytyjska wokalistka
  - Juan Echanove, hiszpański aktor
  - Paweł Królikowski, polski aktor, realizator telewizyjny (zm. 2020)
  - Regine Mösenlechner, niemiecka narciarka alpejska
  - Sergio Scariolo, włoski trener koszykówki
- 1962:
  - Tahir Abu Zajd, egipski piłkarz
  - Chris Grayling, brytyjski historyk, dziennikarz, polityk
  - Beatrice Masini, włoska pisarka, tłumaczka
  - Bernardin Mfumbusa, tanzański duchowny katolicki, biskup Kondoa
  - Manuel Monteiro, portugalski prawnik, polityk, eurodeputowany
  - Piotr Orawski, polski muzykolog, pedagog, dziennikarz (zm. 2013)
  - John Wallace, kanadyjski wioślarz
- 1963:
  - Flemming Davanger, norweski curler
  - Wojciech Jankowski, polski wioślarz
  - Zamira Kita, albańska aktorka
- 1964:
  - Erik Breukink, holenderski kolarz szosowy
  - Jarosław Chojnacki, polski pieśniarz, kompozytor
  - Kevin Duckworth, amerykański koszykarz (zm. 2008)
- 1965:
  - Tomas Alfredson, szwedzki aktor, montażysta, scenarzysta i reżyser filmowy
  - Božidar Đelić, serbski ekonomista, polityk
  - Mark Jackson, amerykański koszykarz, trener, analityk
  - Arkadiusz Wojciech Klimowicz, polski samorządowiec, burmistrz Darłowa
  - Brian Nielsen, duński bokser
  - Fuat Yıldız, turecki i niemiecki zapaśnik
  - Rıfat Yıldız, turecki i niemiecki zapaśnik
- 1966:
  - Daiva Jodeikaitė, litewska koszykarka
  - Craig Kelly, amerykański snowboardzista (zm. 2003)
  - Konrad T. Lewandowski, polski pisarz science fiction i fantasy, dziennikarz, publicysta
  - Mehmet Özdilek, turecki piłkarz, trener
- 1967:
  - Hamid Estili, irański piłkarz, trener
  - Felix Iñurrategi, baskijski himalaista (zm. 2000)
  - Enrico Onofri, włoski skrzypek, dyrygent
  - Nicola Roxon, australijska polityk
  - Agron Tufa, albański poeta, prozaik
- 1968:
  - Mike Baird, australijski polityk
  - Ingrid Klimke, niemiecka jeźdźczyni sportowa
  - Francisco Roig, hiszpański tenisista
  - Alexander Stubb, fiński polityk, premier Finlandii
- 1969:
  - Arnaud Boetsch, francuski tenisista
  - Krzysztof Gawronkiewicz, polski grafik, malarz, twórca komiksów
  - Urs Lehmann, szwajcarski narciarz alpejski
  - Lew Łobodin, rosyjski lekkoatleta, wieloboista
  - Jacek Otręba, polski muzyk, kompozytor, producent muzyczny
- 1970:
  - Adam Grabowski, polski trener siatkarski (zm. 2024)
  - Alan Gregov, chorwacki koszykarz
  - Henrik Hololei, estoński ekonomista, polityk
  - Antonio López-Istúriz White, hiszpański polityk, eurodeputowany
  - Anikó Nagy, węgierska piłkarka ręczna
  - Sung Hi Lee, amerykańska aktorka, modelka pochodzenia koreańskiego
  - Valérie Zenatti, francusko-izraelska pisarka
  - Wojciech Zubik, polski hokeista
- 1971:
  - Sonia Bisset, kubańska lekkoatletka, oszczepniczka
  - Wachtang Kipiani, ukraiński dziennikarz pochodzenia gruzińskiego
  - John Leech, brytyjski polityk
  - Daniele Liotti, włoski aktor
  - Lea Loveless, amerykańska pływaczka
  - Tarek Mostafa, egipski piłkarz
  - Shinji Nakano, japoński kierowca wyścigowy
  - Władimir Sielkow, rosyjski pływak
  - Daniel Vacek, czeski tenisista
- 1972:
  - Florin Cîțu, rumuński ekonomista, polityk, premier Rumunii
  - Przemysław Kaczyński, polski aktor
  - Siergiej Rożkow, rosyjski biathlonista
  - Petr Švehla, słowacki zapaśnik
  - Jesse Tobias, amerykański gitarzysta rockowy pochodzenia meksykańskiego
- 1973:
  - Cristiano Doni, włoski piłkarz
  - Rachel Maddow, amerykańska dziennikarka
  - Kris Marshall, brytyjski aktor
  - Eimutis Misiūnas, litewski prawnik, wykładowca akademicki, polityk
  - Maciej Mroczek, polski ekonomista, polityk, poseł na Sejm RP
  - Fres Oquendo, portorykański bokser
  - Gilbert Prilasnig, austriacki piłkarz
  - Paulina Schulz, polsko-niemiecka pisarka, tłumaczka
  - Siergiej Wołkow, rosyjski pilot wojskowy, kosmonauta
  - Anna Carin Zidek, szwedzka biegaczka narciarska, biathlonistka
- 1974:
  - Paolo Bettini, włoski kolarz szosowy
  - Władimir Biesczastnych, rosyjski piłkarz
  - Richard Christy, amerykański perkusista, aktor, komik, prezenter radiowy
  - John Glen, brytyjski polityk
  - Hugo Ibarra, argentyński piłkarz
  - Vedat İnceefe, turecki piłkarz
  - Ole Jørgen Moe, norweski muzyk, kompozytor, członek zespołów: Aura Noir, Immortal, Lamented Souls, Waklevören, Gorgoroth i Dødheimsgard
  - Cyril Raffaelli, francuski aktor, kaskader, akrobata
  - Alberto Rodríguez, meksykański piłkarz
  - Kim Sasabone, holenderska piosenkarka, tancerka, trenerka fitness pochodzenia brazylijskiego
  - Alejandro Villalobos, meksykański piłkarz
  - Sandra Völker, niemiecka pływaczka
  - Ermanno Zonzini, sanmaryński piłkarz
- 1975:
  - John Butler, australijski muzyk folkowy
  - Andriej Gordiejew, rosyjski piłkarz, trener
  - Magdalena Maleewa, bułgarska tenisistka
  - Washington Stecanela Cerqueira, brazylijski piłkarz
  - Mariusz Wiktorowicz, polski siatkarz, trener
- 1976:
  - John Elkann, włoski przemysłowiec
  - Gábor Király, węgierski piłkarz, bramkarz
  - Rafał Kuptel, polski piłkarz ręczny, trener
  - Tobias Mehler, kanadyjski aktor, reżyser i scenarzysta filmowy
  - Clarence Seedorf, holenderski piłkarz, trener pochodzenia surinamskiego
  - Jafet Soto, kostarykański piłkarz
  - Yuka Yoshida, japońska tenisistka
- 1977:
  - Gábor Boczkó, węgierski szpadzista
  - Vincent Doukantié, malijski piłkarz
  - Salvador Meliá, hiszpański kolarz torowy
  - Juuso Riksman, fiński hokeista, bramkarz
  - Tangela Smith, amerykańska koszykarka
  - Haimar Zubeldia, hiszpański kolarz szosowy
- 1978:
  - Rolandas Džiaukštas, litewski piłkarz
  - Miroslava Federer, szwajcarska tenisistka pochodzenia słowackiego
  - Andriej Kariaka, rosyjski piłkarz pochodzenia ukraińskiego
  - Anamaria Marinca, rumuńsko-brytyjska aktorka
  - Antonio de Nigris, meksykański piłkarz (zm. 2009)
  - Alaksandr Radzinski, białoruski hokeista
  - Marco Rossi, włoski piłkarz
  - Akram Roumani, marokański piłkarz
- 1979:
  - Ruth Beitia, hiszpańska lekkoatletka, skoczkini wzwyż
  - Elizabeth Gutiérrez, meksykańsko-amerykańska aktorka
  - Ewa Kasprów, polska siatkarka
  - Fəqan Umudov, azerski zawodnik taekwondo
- 1980:
  - Vebjørn Berg, norweski strzelec sportowy
  - Michał Cholewiński, polski dziennikarz, prezenter telewizyjny i radiowy, prawnik, aktor
  - Garðar Jóhannsson, islandzki piłkarz
  - Anissa Khedher, francuska polityk
  - Kléber, brazylijski piłkarz
  - Niki McEwen, amerykańska lekkoatletka, tyczkarka
  - Randy Orton, amerykański wrestler
  - Yūko Takeuchi, japońska aktorka (zm. 2020)
  - James Veitch, brytyjski komik
- 1981:
  - Dmitrij Archipow, rosyjski narciarz dowolny
  - Armando Babaioff, brazylijski aktor
  - Aslı Bayram, niemiecka aktorka pochodzenia tureckiego
  - Andonis Fotsis, grecki koszykarz
  - Michal Prokop, czeski kolarz górski i BMX
  - Bjørn Einar Romøren, norweski skoczek narciarski
  - Joanna Roszak, polska pisarka, poetka, publicystka, wykładowca akademicki
  - Aleksandr Rudazow, rosyjski pisarz science fiction
- 1982:
  - Sam Huntington, amerykański aktor
  - Stefan Pieper, niemiecki skoczek narciarski
  - Giovanni Segura, meksykański bokser
  - Łukasz Smółka, polski samorządowiec, wicemarszałek województwa małopolskiego
  - Andreas Thorkildsen, norweski lekkoatleta, oszczepnik
  - Róbert Vittek, słowacki piłkarz
  - Zhang Xiaoping, chiński bokser
- 1983:
  - Jussi Jokinen, fiński hokeista
  - Matt Lanter, amerykański aktor
  - Mio Suemasa, japońska kolarka górska
  - Siergiej Łazariew, rosyjski piosenkarz
- 1984:
  - Touko Aalto, fiński polityk
  - Pavol Baláž, słowacki piłkarz
  - Jonas Gonçalves Oliveira, brazylijski piłkarz
  - Maksym Kidruk, ukraiński pisarz, podróżnik
  - Monika Krawiec, polska koszykarka
  - Alessandra Lucchino, włoska szablistka
  - Madżed Nasir, emiracki piłkarz, bramkarz
  - Craig Samson, szkocki piłkarz, bramkarz
  - Yōta Satō, japoński bokser
  - Marija Smolakowa, rosyjska zapaśniczka
  - Dafina Zeqiri, kosowska kompozytorka
- 1985:
  - Jeff Adamson, kanadyjski zapaśnik
  - Mohammed Al-Ghassani, omański piłkarz
  - Gustavo Ayón, meksykański koszykarz
  - Katarzyna Czapla, polska aktorka, lektorka
  - Daniel Murphy, amerykański baseballista
  - Nicolae Orlovschi, mołdawski piłkarz
  - Manuel Reina, hiszpański piłkarz, bramkarz
  - Elizabeth Tweddle, brytyjska gimnastyczka sportowa
  - Josh Zuckerman, amerykański aktor pochodzenia żydowskiego
- 1986:
  - Haminu Dramani, ghański piłkarz
  - Monika Nabiałek, polska lekkoatletka, płotkarka
  - Oh Dong-min, południowokoreański aktor
  - Ireen Wüst, holenderska łyżwiarka szybka
- 1987:
  - Vitorino Antunes, portugalski piłkarz
  - Mackenzie Davis, kanadyjska aktorka
  - Ding Junhui, chiński snookerzysta
  - Kate Haywood, brytyjska pływaczka
  - Roxane Knetemann, holenderska kolarka torowa i szosowa
  - Andriej Korabiejnikow, kazachski hokeista
  - Mikko Lehtonen, fiński hokeista
  - Li Ting, chińska skoczkini do wody
  - Sandra Michalak, polska lekkoatletka, sprinterka i biegaczka średniodystansowa
  - José Ortigoza, paragwajski piłkarz
- 1988:
  - Fatmire Alushi, niemiecka piłkarka pochodzenia kosowskiego
  - Justin Azevedo, kanadyjski hokeista pochodzenia portugalskiego
  - Sandie Clair, francuska kolarka torowa
  - Charlotte Lembach, francuska szablistka
  - Brook Lopez, amerykański koszykarz
  - Robin Lopez, amerykański koszykarz
  - Alessandra Perilli, sanmaryńska strzelczyni sportowa
- 1989:
  - Matías Aguirregaray, urugwajski piłkarz pochodzenia brazylijskiego
  - Jan Blokhuijsen, holenderski łyżwiarz szybki
  - Ewa Konieczny, polska judoczka
  - Zuzanna Leszczyńska, polska lekkoatletka, wieloboistka
  - Navab Nasirshelal, irański sztangista
  - Michał Wawer, polski prawnik, polityk, poseł na Sejm RP
- 1990:
  - Gilberto Baires, salwadorski piłkarz
  - Justin Hamilton, amerykański koszykarz
  - Julia Harting, niemiecka lekkoatletka, dyskobolka
  - Matt Hedges, amerykański piłkarz
  - Dmitrij Ługin, rosyjski hokeista
  - Serhij Rybałka, ukraiński piłkarz
  - Ashley Westwood, angielski piłkarz
- 1991:
  - Dounia Batma, marokańska piosenkarka
  - Yassine Bounou, marokański piłkarz, bramkarz
  - Sebastian Polter, niemiecki piłkarz
  - Ivona Svobodníková, czeska siatkarka
  - Tomasz Tałach, polski judoka
  - Duván Zapata, kolumbijski piłkarz
- 1992:
  - Gabriela Dabrowski, kanadyjska tenisistka pochodzenia polskiego
  - Joanna Gadzina, polska piłkarka ręczna
  - Aleksiej Korowaszkow, rosyjski kajakarz, kanadyjkarz
  - Jakub Peszko, polski siatkarz
  - Sieneke, holenderska piosenkarka
- 1993:
  - Mohamed Bettamer, libijski piłkarz
  - Sérgio Fernández, hiszpański lekkoatleta, płotkarz
  - Kim Dong-hwan, południowokoreański zapaśnik
  - Nico Schulz, niemiecki piłkarz
- 1994:
  - Dani Calvo, hiszpański piłkarz
  - Ella Eyre, brytyjska piosenkarka
  - Krystian Nowak, polski piłkarz
  - Geno Petriaszwili, gruziński zapaśnik
  - José Sánchez, ekwadorski zapaśnik
- 1995:
  - Chadrac Akolo, kongijski piłkarz
  - Kadidiatou Diani, francuska piłkarka pochodzenia malijskiego
  - Dmitrij Jefriemow, rosyjski piłkarz
  - Adam Kocian, niemiecki siatkarz
  - Vivian Ogu, nigeryjska działaczka chrześcijańska, Służebnica Boża (zm. 2009)
  - Julie Oliveira Souza, francuska siatkarka
  - Logan Paul, amerykański youtuber, aktor, wrestler
- 1996:
  - Pelle van Amersfoort, holenderski piłkarz
  - Javon Bess, amerykański koszykarz
  - Kamran Ghasempur, irański zapaśnik
  - Jan Thomas Jenssen, norweski biegacz narciarski
  - Zoran Nikolić, czarnogórski koszykarz
- 1997:
  - Kike Barja, hiszpański piłkarz
  - Asa Butterfield, brytyjski aktor
  - Katharina Liensberger, austriacka narciarka alpejska
  - Olivia Smart, brytyjsko-hiszpańska łyżwiarka figurowa
- 1998:
  - Reineri Andreu, kubański zapaśnik
  - Lotta Kemppinen, fińska lekkoatletka, sprinterka
  - Krystian Rempała, polski żużlowiec (zm. 2016)
  - Mitchell Robinson, amerykański koszykarz
  - Patryk Szysz, polski piłkarz
- 1999:
  - Robert Arrak, estoński hokeista
  - Axel Geller, argentyński tenisista
  - Dominik Máthé, węgierski piłkarz ręczny
- 2000:
  - Rhian Brewster, angielski piłkarz
  - Gabriella Moraes, brazylijska judoczka
  - Barbora Seemanová, czeska pływaczka
  - Iván Tona, meksykański piłkarz
- 2001:
  - Logan Costa, kabowerdeński piłkarz
  - Fatin Ramadan Szamandi Ahmad, egipska zapaśniczka
  - Mariem Khelifi, tunezyjska judoczka
  - Marte Leinan Lund, norweska skoczkini narciarska, specjalistka kombinacji norweskiej
  - Linda Machuca, argentyńska zapaśniczka
  - Matheus Pucinelli de Almeida, brazylijski tenisista
  - Abdi Salim, somalijski piłkarz
  - Ołeksij Sycz, ukraiński piłkarz
  - Julian Von Moos, szwajcarski piłkarz
- 2002:
  - Sofie Hornemann, duńska piłkarka
  - Efe Mandıracı, turecki siatkarz pochodzenia bośniackiego
  - Ignace Van der Brempt, belgijski piłkarz
- 2003:
  - Jeremy Garay, salwadorski piłkarz
  - Maksymilian Pingot, polski piłkarz
- 2004:
  - Oscar Gloukh, izraelski piłkarz
  - Bruno Kuzuhara, amerykański tenisista pochodzenia japońsko-brazylijskiego

## Zmarli
- 1132 – Hugon z Grenoble, francuski duchowny katolicki, biskup, współzałożyciel zakonu kartuzów, święty (ur. 1053)
- 1204 – Eleonora Akwitańska, księżna Akwitanii, królowa Francji i Anglii (ur. ok. 1122)
- 1205 – Amalryk II de Lusignan, król Cypru i Jerozolimy (ur. 1145)
- 1370 – Maciej ze Środy, polski duchowny katolicki, biskup pomocniczy litomyski i wrocławski (ur. ?)
- 1373 – Jan Schadland, niemiecki duchowny katolicki, biskup chełmiński, wormacki i augsburski, dominikanin, teolog, inkwizytor (ur. 1311/12)
- 1404 – Eutymiusz Suzdalski, rosyjski święty mnich prawosławny (ur. 1316)
- 1412 – (lub 31 marca) Albrecht, książę Meklemburgii, król Szwecji (ur. 1338–40)
- 1455 – Zbigniew Oleśnicki, polski duchowny katolicki, biskup krakowski, kardynał, mówca, doradca królów (ur. 1389)
- 1528 – Francisco de Peñalosa, hiszpański kompozytor (ur. ok. 1470)
- 1548 – Zygmunt I Stary, król polski, wielki książę litewski (ur. 1467)
- 1554 – Piotr Starzechowski, polski duchowny katolicki, arcybiskup metropolita lwowski (ur. ok. 1474)
- 1580 – Alonso Mudarra, hiszpański kompozytor (ur. ok. 1510)
- 1584 – Kasper Zebrzydowski, polski szlachcic, polityk (ur. ok. 1500)
- 1602 – Pietro Faccini, włoski malarz (ur. ok. 1562)
- 1618 – Feliks Kos, polski duchowny katolicki, kanonik warmiński, opat] cystersów w Pelplinie (ur. 1570)
- 1621 – (lub 2 kwietnia) Cristofano Allori, włoski malarz (ur. 1577)
- 1639 – Jan Filip, książę Saksonii-Altenburga (ur. 1597)
- 1646 – (data pogrzebu) Johann Vierdanck, niemiecki kompozytor, organista (ur. ok. 1605)
- 1649 – Juan Bautista Maino, hiszpański malarz (ur. ok. 1580)
- 1650:
  - Zofia Czeska, polska zakonnica, założycielka zakonu prezentek (ur. 1584)
  - Andrzej Szołdrski, polski duchowny katolicki, biskup kijowski, przemyski i poznański (ur. ok. 1583)
- 1666 – Wacław Leszczyński, polski duchowny katolicki, arcybiskup gnieźnieński i prymas Polski (ur. 1605)
- 1667 – Paweł Franciszek Parisius, polski jezuita, heraldyk (ur. 1596)
- 1675 – Jean-Guillaume Carlier, flamandzki malarz (ur. 1638)
- 1709 – Henryk Juliusz Burbon, książę de Condé (ur. 1643)
- 1715 – Ondraszek, morawski zbójnik (ur. 1680)
- 1732 – Johann Burckhardt Mencke, saski uczony, prawnik, historyk, królewsko-polski historiograf i radca stanu (ur. 1674)
- 1734 – Louis Lully, francuski kompozytor (ur. 1664)
- 1750 – Francis Scott, brytyjski arystokrata, polityk (ur. 1721)
- 1758 – Józef Eustachy Szembek, polski duchowny katolicki, biskup chełmski i płocki (ur. ?)
- 1773 – Gaetano Lapis, włoski malarz (ur. 1706)
- 1779 – William Stanhope, brytyjski arystokrata, wojskowy, polityk (ur. 1719)
- 1788 – Antonio González Ruiz, hiszpański malarz (ur. 1711)
- 1795 – Karol II August Wittelsbach, hrabia i palatyn Palatynatu-Birkenfeld i Palatynatu-Zweibrücken (ur. 1746)
- 1802 – Joseph Duplessis, francuski malarz (ur. 1725)
- 1806 – Bernard Chancy, haitański wojskowy (ur. 1778)
- 1808 – Jean-Baptiste Dubois de Jancigny, francuski publicysta, tłumacz, krytyk literacki, przyrodnik (ur. 1753)
- 1821 – Helena Radziwiłłowa, polska szlachcianka (ur. 1753)
- 1823 – Modest Hryniewiecki, ukraiński duchowny unicki, bazylianin, teolog, wykładowca akademicki (ur. 1758)
- 1825 – Maha Bandula, birmański generał (ur. 1782)
- 1830 – Michał Hieronim Kossecki, polski pułkownik (ur. ok. 1780)
- 1843:
  - John Armstrong Jr., amerykański polityk, dyplomata (ur. 1758)
  - Adolf Ludvig Ribbing, szwedzki polityk (ur. 1765)
- 1848 – Friedrich Immanuel Niethammer, niemiecki teolog protestancki, filozof, wykładowca akademicki (ur. 1766)
- 1849 – Ludwik Pavoni, włoski duchowny katolicki, święty (ur. 1784)
- 1852 – Johann Friedrich Krigar, niemiecki konstruktor, wynalazca (ur. 1774)
- 1855 – Józef Zaliwski, polski pułkownik, uczestnik powstania listopadowego, emigrant (ur. 1797)
- 1863 – Jakob Steiner, szwajcarski matematyk, geometra, wykładowca akademicki (ur. 1796)
- 1865 – Giuditta Pasta, włoska śpiewaczka operowa (sopran) (ur. 1797)
- 1868 – Rasoherina, królowa Madagaskaru (ur. 1814)
- 1872 – Hugo von Mohl, niemiecki botanik (ur. 1805)
- 1876 – Philipp Mainländer, niemiecki filozof, pisarz (ur. 1841)
- 1880 – Kazimierz Witold Ostrowski, polski rzeźbiarz, uczestnik powstania styczniowego (ur. 1848)
- 1884 – Mychajło Kuryłowycz, ukraiński duchowny greckokatolicki, działacz społeczny, polityk (ur. 1821)
- 1890 – Aleksandr Możajski, rosyjski kontradmirał, pionier lotnictwa (ur. 1825)
- 1892:
  - Anne Hampton Brewster, amerykańska poetka (ur. 1818)
  - Justus Roth, niemiecki geolog, wykładowca akademicki (ur. 1818)
- 1895 – Andrzej Seidler-Wiślański, polski polityk, prezydent Krakowa (ur. 1812)
- 1897 – Edward Siwiński, polski pedagog, dziennikarz, krytyk literacki (ur. 1831)
- 1898 – Leon Redner, niemiecki duchowny katolicki, biskup chełmiński (ur. 1828)
- 1899:
  - Mieczysław Brzeski, polski prawnik, uczestnik powstania styczniowego (ur. 1840)
  - Norman Edsall, amerykański marynarz (ur. 1873)
  - Leonard Marconi, polski rzeźbiarz, architekt pochodzenia włoskiego (ur. 1835)
- 1900 – Giuseppe Borsalino, włoski przedsiębiorca (ur. 1834)
- 1901:
  - François-Marie Raoult, francuski chemik, fizyk, wykładowca akademicki (ur. 1830)
  - Robert Stephani, niemiecki przemysłowiec, przedsiębiorca (ur. 1824-28)
- 1904:
  - Otto von Böhtlingk, niemiecki językoznawca, indolog, leksykograf, wykładowca akademicki pochodzenia holenderskiego (ur. 1815)
  - Guy Wetmore Carryl, amerykański poeta, humorysta (ur. 1873)
- 1906:
  - Kosta Chetagurow, osetyjski prozaik, poeta, malarz, publicysta, działacz społeczny (ur. 1859)
  - John Wheeler, amerykański polityk (ur. 1823)
- 1910 – Andreas Achenbach, niemiecki malarz (ur. 1815)
- 1912 – Paul Brousse, francuski lekarz, anarchista, socjalista, polityk (ur. 1844)
- 1913 – Otto March, niemiecki architekt (ur. 1845)
- 1915 – André Six, francuski pływak (ur. 1879)
- 1916:
  - Heinrich Rehm, niemiecki botanik, mikolog, lichenolog (ur. 1828)
  - Charles Aurelius Smith, amerykański polityk (ur. 1861)
- 1917 – Scott Joplin, amerykański kompozytor, pianista (ur. 1868)
- 1918 – Bruno Sogalla, polski lekarz, radny (ur. 1865)
- 1919:
  - Aleksander Graff, polski prawnik, ekonomista, działacz niepodległościowy i społeczny (ur. 1887)
  - Mojżesz Pfefer, polski działacz społeczny, filantrop pochodzenia żydowskiego (ur. 1856)
- 1921 – Joe Donoghue, amerykański łyżwiarz szybki pochodzenia irlandzkiego (ur. 1871)
- 1922:
  - George Carter, nowozelandzki rugbysta (ur. 1854)
  - Karol I Habsburg, cesarz Austrii (ur. 1887)
- 1924:
  - Lloyd Hildebrand, brytyjski kolarz torowy i szosowy (ur. 1870)
  - Bayard T. Holmes, amerykański chirurg, patolog, malakolog-amator, wykładowca akademicki (ur. 1852)
  - Johanne Krebs, duńska malarka, działaczka na rzecz praw kobiet (ur. 1848)
  - Stanley Rowley, australijski lekkoatleta, sprinter (ur. 1876)
- 1925 – Lars Jørgen Madsen, duński strzelec sportowy (ur. 1871)
- 1926:
  - Charles Angrand, francuski malarz (ur. 1854)
  - Heinrich Pesch, niemiecki jezuita, teolog, ekonomista, filozof (ur. 1854)
  - Adolf Treichel, niemiecki pedagog, polityk (ur. 1896)
- 1927:
  - Józef Anaklet González Flores, meksykański męczennik, błogosławiony (ur. 1888)
  - Józef Dionizy Ludwik Padilla Gómez, meksykański męczennik, błogosławiony (ur. 1899)
  - Jerzy Rajmund Vargas González, meksykański męczennik, błogosławiony (ur. 1899)
  - Rajmund Wincenty Vargas González, meksykański męczennik, błogosławiony (ur. 1905)
  - Ernst von Wrisberg, niemiecki generał major, polityk (ur. 1862)
- 1929 – Roman Gliniecki, polski podpułkownik artylerii, inżynier (ur. 1884)
- 1930 – Cosima Wagner, węgierska działaczka muzyczna, pamiętnikarka (ur. 1837)
- 1931:
  - Edmund Makowski, polski bankowiec, działacz katolicki i społeczny (ur. 1870)
  - Józefa Rożniecka, polska aktorka, śpiewaczka estradowa, kuplecistka (ur. 1867)
- 1933:
  - Juliusz Herman, polski przedsiębiorca, kolekcjoner dzieł sztuki, malarz, muzyk (ur. 1858)
  - Otto Lubarsch, niemiecki patolog, wykładowca akademicki (ur. 1860)
  - Frederic Thesiger, brytyjski arystokrata, polityk (ur. 1868)
- 1934 – Henryk Biegeleisen, polski historyk literatury, etnograf, pedagog pochodzenia żydowskiego (ur. 1855)
- 1935 – Grzegorz Piotrowski, polski lotnik, oficer marynarki rosyjskiej (ur. 1881)
- 1936 – Konstanty Żmigrodzki, polski rzeźbiarz, medalier, numizmatyk, muzealnik (ur. 1876)
- 1937:
  - Władysław Michejda, polski adwokat, samorządowiec, burmistrz Cieszyna (ur. 1876)
  - Leszek Roguski, polski pułkownik artylerii, działacz niepodległościowy (ur. 1880)
  - Stefania Wolicka, polska historyk, tłumaczka, pisarka, feministka (ur. 1851)
- 1938 – Jan Głazek, polski pedagog, samorządowiec, prezydent Częstochowy (ur. 1856)
- 1939:
  - Franciszek Ender, polski esperantysta, producent win owocowych (ur. 1858)
  - Anton Makarenko, ukraiński pedagog, pisarz (ur. 1888)
  - Donato Raffaele Sbarretti, włoski duchowny katolicki, arcybiskup Hawany, dyplomata papieski, kardynał (ur. 1856)
- 1940:
  - John Atkinson Hobson, brytyjski ekonomista, dziennikarz, myśliciel polityczny (ur. 1858)
  - Jazep Losik, białoruski działacz narodowy i społeczny, polityk, prozaik, publicysta, językoznawca, literaturoznawca, wykładowca akademicki (ur. 1883)
  - Leonid Wieljaszew, rosyjski generał lejtnant, emigracyjny działacz kombatancki (ur. 1856)
- 1941:
  - Hippolyte Delehaye, belgijski jezuita, historyk, bizantynolog, hagiograf (ur. 1859)
  - Bolesław Palędzki, polski dziennikarz, działacz niepodległościowy (ur. 1898)
  - Károly Patkó, węgierski malarz, rytownik (ur. 1895)
- 1942:
  - Marian Kantor, polski kapitan administracji, urzędnik, publicysta, pedagog (ur. 1884)
  - Ivan Kolařík, czeski kapral, cichociemny (ur. 1920)
  - Józef Świtkowski, polski parapsycholog, muzyk, fotograf, badacz i teoretyk fotografii, działacz i publicysta fotograficzny (ur. 1876)
- 1943:
  - Lea Fatur, słoweńska pisarka, poetka, dramaturg (ur. 1865)
  - Maksymilian Golisz, polski działacz polonijny, nauczyciel (ur. 1906)
  - Marceli Wiechowicz, polski piekarz, polityk, senator RP (ur. 1885)
  - Hieronim Wierzyński, polski dziennikarz (ur. 1884)
- 1944 – Szarifzian Kazanbajew, radziecki żołnierz (ur. 1916)
- 1945:
  - Buntarō Adachi, japoński anatom, antropolog, wykładowca akademicki (ur. 1865)
  - Antoni Dunajecki, polski duchowny katolicki, Sprawiedliwy wśród Narodów Świata (ur. 1882)
  - Maria Gabrielis, franciszkanka misjonarka, męczennica (ur. 1905)[8]
  - Józef Girotti, włoski dominikanin, męczennik, błogosławiony (ur. 1905)
  - Michaił Potiomkin, radziecki major (ur. 1917)
  - Aleksander Kominkowski, polski kapitan piechoty (ur. 1897)
  - Teofil Szańkowski, polski ziemianin, działacz społeczny (ur. 1880)
  - Paweł Szymański, polski generał dywizji (ur. 1867)
- 1946 – Noah Beery, amerykański aktor (ur. 1882)
- 1947:
  - Harry E. Humphrey, amerykański spiker, lektor, aktor (ur. 1873)
  - Jerzy II, król Grecji (ur. 1890)
  - Franz Seldte, niemiecki polityk nazistowski, minister pracy (ur. 1882)
- 1950 – Jean Maurice Perronet, francuski florecista (ur. 1877)
- 1951 – Andrzej Rotwand, polski inżynier, bankowiec, przemysłowiec, kolekcjoner (ur. 1878)
- 1952 – Ferenc Molnár, węgierski prozaik, dramaturg, dziennikarz (ur. 1878)
- 1953:
  - Kazimierz Czyż, polski żołnierz AK, AKO, członek zrzeszenia WiN (ur. 1925)
  - Arthur M. Free, amerykański polityk (ur. 1879)
  - Halfdan Hansen, norweski żeglarz sportowy (ur. 1883)
- 1954: 
  - Ramón Guzmán, hiszpański piłkarz, trener (ur. 1899)
  - Jan Thomée, holenderski piłkarz (ur. 1886)
- 1955 – Alf Baker, angielski piłkarz (ur. 1898)
- 1956:
  - Jan Mydlarski, polski antropolog (ur. 1892)
  - Jan Olechowski, polski poeta, dziennikarz (ur. 1917)
  - Giorgi Sturua, gruziński i radziecki polityk (ur. 1884)
- 1960:
  - Max Bernuth, niemiecki malarz, ilustrator, wykładowca akademicki (ur. 1872)
  - Tuanku Abdul Rahman ibni Almarhum Tuanku Muhammad, król Malezji (ur. 1895)
- 1962:
  - Michel de Ghelderode, belgijski prozaik, dramaturg, poeta (ur. 1898)
  - Otto Pötzl, austriacki neurolog, psychiatra, wykładowca akademicki (ur. 1877)
  - Karol Rund, polski kapitan kapelmistrz, kompozytor, pedagog pochodzenia czeskiego (ur. 1889)
- 1963 – Reinier Beeuwkes, holenderski piłkarz, bramkarz (ur. 1884)
- 1964:
  - Krzysztof Berbeka, polski alpinista, taternik, ratownik górski, przewodnik tatrzański (ur. 1930)
  - Thomas Monarch, amerykański kierowca wyścigowy (ur. 1912)
- 1965:
  - Harry Crear, kanadyjski generał, polityk, dyplomata (ur. 1888)
  - Władysław Faron, polski biskup starokatolicki (ur. 1891)
  - Helena Rubinstein, amerykańska kosmetyczka pochodzenia polskiego (ur. 1870 lub 1872)
- 1966:
  - Dimityr Dimow, bułgarski pisarz (ur. 1909)
  - Leo Ghering, holenderski piłkarz (ur. 1900)
  - Flann O’Brien, irlandzki pisarz (ur. 1911)
- 1967:
  - Jan van Dort, holenderski piłkarz (ur. 1889)
  - Bertil Rönnmark, szwedzki strzelec sportowy (ur. 1905)
- 1968 – Lew Landau, rosyjski fizyk pochodzenia żydowskiego, laureat Nagrody Nobla (ur. 1908)
- 1969 – Marin Shkurti, albański duchowny katolicki, męczennik, błogosławiony (ur. 1933)
- 1970 – Władysław Lisowski, polski malarz, pozłotnik (ur. 1884)
- 1971 – Wasilij Badanow, radziecki generał porucznik wojsk pancernych (ur. 1895)
- 1973:
  - Gordon Lindsay, amerykański kaznodzieja przebudzeniowy, pastor, misjonarz (ur. 1906)
  - Dirk Scalongne, holenderski szablista, oficer marynarki wojennej (ur. 1879)
- 1974:
  - Józef Dańda, polski artysta fotograf, działacz społeczny, krajoznawca (ur. 1895)
  - Maurice Raizman, francuski szachista pochodzenia żydowskiego (ur. 1905)
- 1975:
  - Lorenz Jäger, niemiecki duchowny katolicki, arcybiskup Paderborn, kardynał (ur. 1892)
  - Michel Pelchat, francuski kolarz przełajowy (ur. 1938)
- 1976:
  - Max Ernst, niemiecki rzeźbiarz, malarz, grafik, pisarz (ur. 1891)
  - Roger Rivière, francuski kolarz szosowy i torowy (ur. 1936)
- 1978 – Michał Gabriel Karski, polski poeta, tłumacz (ur. 1895)
- 1979 – Abram Łerman, ukraiński piłkarz, trener pochodzenia żydowskiego (ur. 1922)
- 1981:
  - Rəsul Rza, azerski poeta (ur. 1910)
  - Tamara Wiszniewska, polska aktorka (ur. 1919)
- 1982 – Xu Fuguan, chiński filozof (ur. 1904)
- 1983 – Piotr Kaltenberg, polski ekonomista (ur. 1908)
- 1984:
  - Marvin Gaye, amerykański piosenkarz (ur. 1939)
  - Elizabeth Goudge, brytyjska pisarka (ur. 1900)
- 1986 – Eric Bruhn, duński tancerz, choreograf (ur. 1928)
- 1987 – Henri Cochet, francuski tenisista (ur. 1901)
- 1989 – George Robledo, chilijsko-angielski piłkarz (ur. 1926)
- 1990:
  - Carlos Peucelle, argentyński piłkarz (ur. 1908)
  - Russell Vis, amerykański zapaśnik (ur. 1900)
- 1991:
  - Mieczysław Czernik, polski matematyk, astronom, historyk poczty, filatelista, popularyzator historii (ur. 1933)
  - Martha Graham, amerykańska tancerka, choreografka, pedagog (ur. 1894)
  - Władysław Mikrut, polski lekkoatleta, oszczepnik (ur. 1908)
  - Paulo Muwanga, ugandyjski polityk, premier i prezydent Ugandy (ur. 1921 lub 24)
  - Eugeniusz Wierzbicki, polski architekt (ur. 1909)
- 1992:
  - Michael Havers, brytyjski arystokrata, prawnik, polityk (ur. 1923)
  - Konstantin Siergiejew, rosyjski tancerz baletowy, choreograf (ur. 1910)
  - Stanisław Kowalczyk, polski polityk, poseł do KRN, na Sejm Ustawodawczy i na Sejm PRL (ur. 1910)
  - Walter Andreas Schwarz, niemiecki piosenkarz, autor tekstów, kabareciarz, nowelista, autor słuchowisk, tłumacz (ur. 1913)
  - Edward Smouha, brytyjski lekkoatleta, sprinter, prawnik pochodzenia żydowskiego (ur. 1909)
  - François Vignole, francuski narciarz alpejski (ur. 1914)
- 1993:
  - Kristian Bjørn, norweski biegacz narciarski (ur. 1919)
  - Jan Burbon, hiszpański arystokrata (ur. 1913)
  - Alan Kulwicki, amerykański kierowca wyścigowy pochodzenia polskiego (ur. 1954)
  - Czesław Suszczyk, polski piłkarz (ur. 1922)
- 1994:
  - John Chase, amerykański hokeista (ur. 1906)
  - Robert Doisneau, francuski fotoreporter (ur. 1912)
  - Giennadij Woronow, radziecki polityk (ur. 1910)
- 1995:
  - Nikołaj Smielakow, radziecki polityk (ur. 1911)
  - Víctor Valussi, argentyński piłkarz (ur. 1912)
- 1996:
  - Alexandru Diordiţă, mołdawski i radziecki polityk (ur. 1911)
  - Myrosław Dumanski, ukraiński piłkarz, trener (ur. 1929)
- 1997:
  - Evsey Domar, amerykański ekonomista pochodzenia polsko-żydowskiego (ur. 1914)
  - Makar Honczarenko, ukraiński piłkarz, trener (ur. 1912)
- 1998:
  - Janusz Nasfeter, polski reżyser i scenarzysta filmowy, pisarz (ur. 1920)
  - Rozz Williams, amerykański wokalista, członek zespołu Christian Death (ur. 1963)
- 1999:
  - Wacław Biliński, polski pisarz, scenarzysta filmowy (ur. 1921)
  - Alfred Jahn, polski geograf, geomorfolog, polarnik (ur. 1915)
- 2001:
  - Eugênio German, brazylijski szachista (ur. 1930)
  - Brendan O’Reilly, irlandzki dziennikarz, prezenter telewizyjny, aktor (ur. 1929)
- 2002:
  - Tonino Cervi, włoski reżyser filmowy (ur. 1929)
  - Simo Häyhä, fiński strzelec wyborowy (ur. 1905)
  - Kees Mijnders, holenderski piłkarz (ur. 1912)
- 2003 – Richard Caddel, brytyjski poeta, edytor, wydawca (ur. 1949)
- 2004:
  - Paul Atkinson, brytyjski gitarzysta, członek zespołu The Zombies (ur. 1946)
  - Enrique Grau, kolumbijski malarz, rzeźbiarz (ur. 1920)
  - Carrie Snodgress, amerykańska aktorka (ur. 1945)
- 2005:
  - Cecylia Bitter, polska ekonomistka, technolog żywienia pochodzenia żydowskiego (ur. 1912)
  - Robert Coldwell Wood, amerykański działacz państwowy (ur. 1923)
- 2006:
  - Tadeusz Ilczuk, polski generał brygady, ekonomista, polityk, poseł na Sejm PRL (ur. 1909)
  - Ai Takano, japoński piosenkarz, pieśniarz, dobosz (ur. 1951)
- 2007:
  - Driss Chraïbi, marokański pisarz (ur. 1926)
  - Hannah Nydahl, duńska buddystka (ur. 1946)
  - George Sewell, brytyjski aktor (ur. 1924)
- 2008:
  - Péter Baczakó, węgierski sztangista (ur. 1951)
  - Waleria Fuksa, polska działaczka kulturalna (ur. 1914)
- 2009:
  - Umberto Betti, włoski kardynał (ur. 1922)
  - Miguel Ángel Suárez, portorykański aktor, reżyser i scenarzysta filmowy (ur. 1939)
- 2010:
  - John Forsythe, amerykański aktor (ur. 1918)
  - Jurij Maslukow, radziecki i rosyjski polityk (ur. 1937)
  - Ed Roberts, amerykański informatyk, przedsiębiorca (ur. 1941)
- 2011:
  - Jerzy (Griaznow), rosyjski biskup prawosławny (ur. 1934)
  - Konrad Malicki, polski lekarz weterynarii (ur. 1929)
  - Varkey Vithayathil, indyjski kardynał (ur. 1927)
- 2012:
  - Giorgio Chinaglia, włoski piłkarz (ur. 1947)
  - Leila Denmark, amerykańska superstulatka (ur. 1898)
  - Miguel de la Madrid, meksykański polityk, prezydent Meksyku (ur. 1934)
- 2013:
  - Władysław Arciszewski, polski sędzia piłki ręcznej (ur. 1933)
  - Nicolae Martinescu, rumuński zapaśnik (ur. 1940)
  - Karen Muir, południowoafrykańska pływaczka (ur. 1952)
  - Barbara Piasecka Johnson, polska historyk sztuki, filantropka, kolekcjonerka dzieł sztuki (ur. 1937)
  - Badr ibn Abd al-Aziz Al Su’ud, saudyjski książę (ur. 1932)
- 2014:
  - Lida van der Anker-Doedens, holenderska kajakarka (ur. 1922)
  - Jacques Le Goff, francuski historyk (ur. 1924)
  - Andrew Joseph McDonald, amerykański duchowny katolicki, biskup Little Rock (ur. 1923)
  - Alfred Niepieklo, niemiecki piłkarz pochodzenia polskiego (ur. 1927)
  - Krystyna Poślednia, polska inżynier, działaczka samorządowa, polityk, poseł na Sejm RP (ur. 1957)
- 2015:
  - Antoni Czacharowski, polski historyk, mediewista (ur. 1931)
  - Cynthia Lennon, Brytyjka, pierwsza żona Johna (ur. 1939)
  - Robert Leszczyński, polski dziennikarz, polityk, krytyk muzyczny (ur. 1967)
  - Misao Ōkawa, japońska superstulatka (ur. 1898)
  - Leszek Rylski, polski piłkarz, działacz piłkarski (ur. 1919)
- 2016:
  - Karl-Robert Ameln, szwedzki żeglarz sportowy (ur. 1919)
  - Aleksander Arkuszyński, polski działacz podziemia niepodległościowego w czasie II wojny światowej (ur. 1918)
  - Artur Górski, polski politolog, nauczyciel akademicki, dziennikarz, publicysta, polityk, poseł na Sejm RP (ur. 1970)
- 2017:
  - Zygmunt Błażejewicz, polski żołnierz (ur. 1918)
  - Edmund Homa, polski architekt (ur. 1927)
  - Jewgienij Jewtuszenko, rosyjski poeta, reżyser i scenarzysta filmowy (ur. 1932)
  - Stanisław Małysiak, polski duchowny katolicki, kanonik krakowskiej kapituły katedralnej, żołnierz AK (ur. 1925)
- 2018:
  - Kazimierz Gierżod, polski pianista, pedagog muzyczny (ur. 1936)
  - Jocelyn Newman, australijska polityk (ur. 1937)
  - Efraín Ríos Montt, gwatemalski wojskowy, polityk, prezydent Gwatemali (ur. 1926)
- 2019:
  - Dimityr Dobrew, bułgarski zapaśnik (ur. 1931)
  - Vonda N. McIntyre, amerykańska pisarka (ur. 1948)
  - Stefan Mikołajczak, polski polityk, samorządowiec, marszałek województwa wielkopolskiego (ur. 1951)
  - Rafael Sánchez Ferlosio, hiszpański pisarz (ur. 1927)
- 2020:
  - Jacek Gawroński, polski chemik (ur. 1943)
  - Nur Hassan Hussein, somalijski polityk, premier Somalii (ur. 1937)
  - Ellis Marsalis, amerykański pianista jazzowy (ur. 1934)
  - José Antonio Martínez Bayo, hiszpański lekkoatleta, średniodystansowiec (ur. 1952)
  - Dirceu Pinto, brazylijski sportowiec, uprawiający boccię (ur. 1980)
- 2021:
  - Isamu Akasaki, japoński fizyk, laureat Nagrody Nobla (ur. 1929)
  - Rayappu Joseph, lankijski duchowny katolicki, biskup Mannar (ur. 1940)
  - Patrick Juvet, szwajcarski model, piosenkarz, kompozytor (ur. 1950)
  - Divo Zadi, włoski duchowny katolicki, biskup Civita Castellana (ur. 1931)
- 2022:
  - Innayya Chinna Addagatla, indyjski duchowny katolicki, biskup Nalgondy i Srikakulam (ur. 1937)
  - Lech Litwora, polski inżynier rolnictwa, samorządowiec, prezydent Wodzisławia Śląskiego (ur. 1936)
  - Jolanta Lothe, polska aktorka (ur. 1942)
  - Nina Pieriewierziewa, radziecka polityk (ur. 1929)
- 2023:
  - Lúcio Ignácio Baumgaertner, brazylijski duchowny katolicki, biskup Toledo, arcybiskup Cascavel (ur. 1931)
  - Ken Buchanan, szkocki bokser (ur. 1945)
  - Christopher Budd, brytyjski duchowny katolicki, biskup Plymouth (ur. 1937)
  - Hans Ettmayer, austriacki piłkarz, trener (ur. 1946)
  - Włodzimierz Schmidt, polski szachista (ur. 1943)
  - Klaus Teuber, niemiecki projektant gier planszowych (ur. 1952)
  - Christo Żiwkow, bułgarski aktor (ur. 1975)
- 2024:
  - José Trinidad González Rodríguez, meksykański duchowny katolicki, biskup pomocniczy Guadalajary (ur. 1943)
  - Joe Flaherty, amerykański aktor, komik (ur. 1941)
  - Mieczysław Grąbka, polski aktor (ur. 1950)
  - Alfons Kupis, polski generał brygady (ur. 1940)
  - Damian Soból, polski pracownik humanitarny (ur. 1988)
- 2025:
  - Miguel Angel Aguilar Miranda, ekwadorski duchowny katolicki, ordynariusz polowy Ekwadoru (ur. 1939)
  - Leandro Domingues, brazylijski piłkarz (ur. 1983)
  - Dean T. Kashiwagi, amerykański inżynier, ekonomista (ur. 1952)
  - Val Kilmer, amerykański aktor (ur. 1959)
  - Johnny Tillotson, amerykański piosenkarz, autor tekstów (ur. 1938)